# Ilves-Kissat
Ilves-Kissat – fiński klub piłkarski z siedzibą w mieście Tampere.

## Osiągnięcia
- Mistrz Finlandii (1): 1950

## Historia
Klub założony został w 1934 roku w Wyborgu jako Viipurin Ilves. Z powodu wojny zimowej klub został przeniesiony do Tampere w 1940 roku. Tak jak w mieście był jednak klub zwany Ilves, więc klub zmienił nazwę na Ilves-Kissat w grudniu 1944. W 1948 roku klub debiutował w najwyższej lidze mistrzostw, a w 1974 po raz ostatni zagrał w niej, po czym spadł do drugiej ligi. W tymże roku Ilves-Kissat i Tampellan Palloilijat połączyli się z Ilvesem Tampere, który kontynuował występy w rozgrywkach piłkarskich. Ilves-Kissat zaprzestał działalności w sporcie, ale na niższych szczeblach fińskiej piłki nożnej jest w pewien sposób reprezentowany przez jego siostrzany klub, Kissalan Pojat, który po fuzji z czasem przyjął nazwę Ilves-Kissat.